# 沃伊瑙·加博尔
沃伊瑙·加博尔（匈牙利語：Vajna Gábor，1891年11月4日—1946年3月12日）是匈牙利政治家，1944年至1945年擔任內政部長。

## 早年生活
沃伊瑙1891年11月4日出生於匈牙利王国的凯兹迪瓦沙海伊（今羅馬尼亞特尔古-塞奎斯）的一個特兰西瓦尼亚加爾文主義家庭。他作為奧匈帝國陸軍第29野戰營的軍官參加了第一次世界大战，在四十三個月的兵役期間獲得了許多榮譽。戰後，沃伊瑙在匈牙利駐維也納大使館任職，後來在國防部工作。1924年，他以少校身份從匈牙利皇家陸軍退役。此後，他被任命為巴拉頓菲茲弗火藥廠廠長。沃伊瑙對極右翼的同情被揭露後，便被解除了這個職位。

## 政治生涯

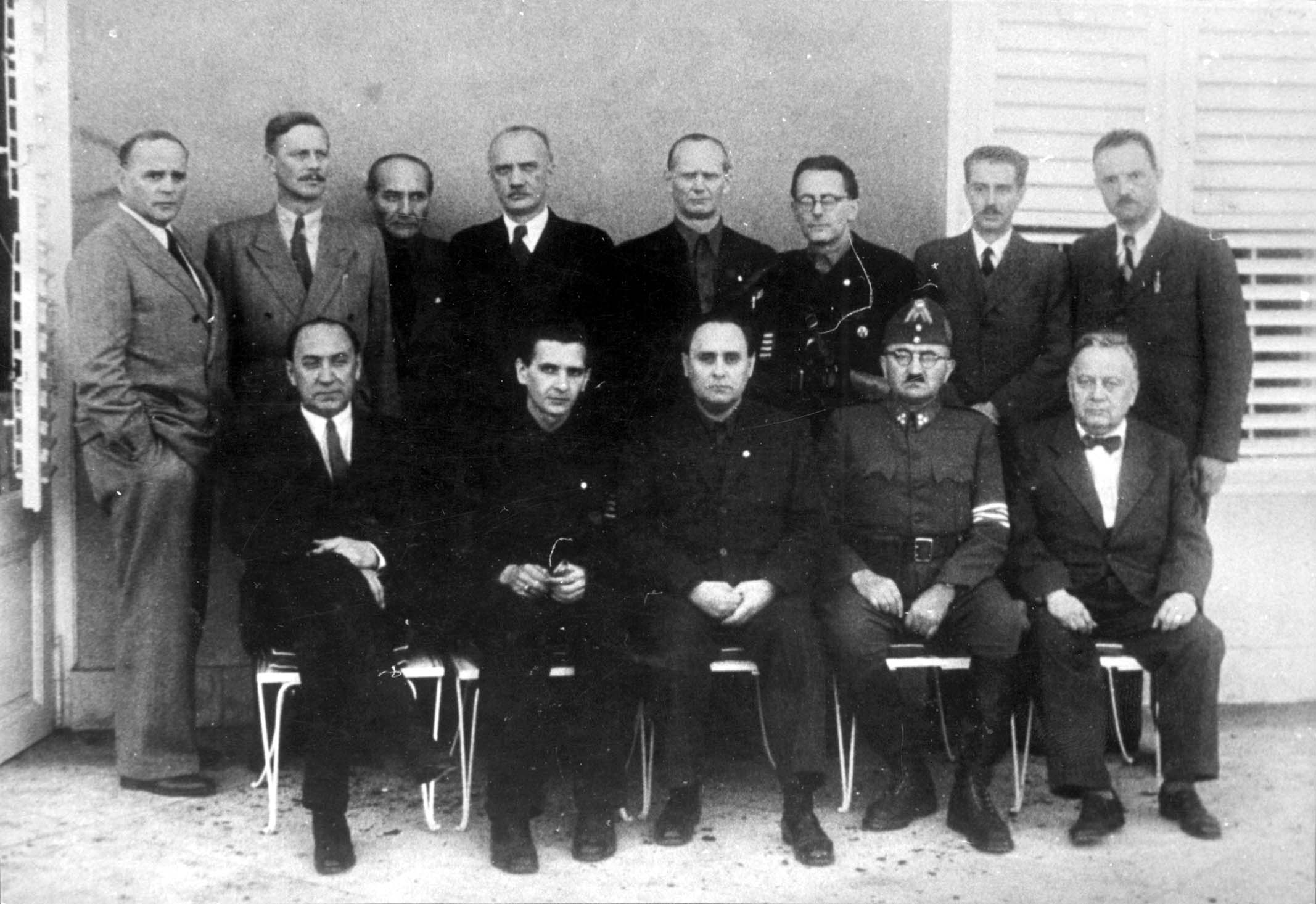
箭十字黨政府各部長。上排左三是沃伊瑙·加博尔

沃伊瑙是匈牙利法西斯黨領袖、極右翼「民族意志黨」（後來的箭十字黨）創始人萨拉希·费伦茨首相的心腹。1939年議會選舉期間，沃伊瑙從維斯普雷姆州地區名單中當選為議員。1944年3月德國佔領匈牙利後，他在匈牙利當局與抵達的盖世太保和党卫队官員之間保持著良好的關係。他幫助击败了抵抗力量並防止了破壞活動。箭十字黨政變後，沃伊瑙於1944年10月出任內政部長，任期至1945年3月。
在負責內政的同時，沃伊瑙對匈牙利猶太人採取了一系列行動。在黨衛軍軍官埃德蒙德·费森迈尔等德國官員的要求下，沃伊瑙迅速採取行動，將匈牙利控制地區的猶太人驅逐到第三帝國用作奴隸，許多人最終被殺害。到1944年底，多達76,000名猶太人被移交納粹手中。在他擔任部長期間，布達佩斯猶太區於1944年11月29日成立，持續了不到三個月。
布達佩斯解放後，沃伊瑙試圖逃往西欧，但與其他政府成員一起被美国陆军部隊抓獲。後來他在布達佩斯接受所謂人民法庭的審判，因戰爭罪、危害人类罪和叛國罪被判處死刑。1946 年，他與萨拉希·费伦茨、拜赖格菲·卡罗伊和盖拉·约瑟夫於同一天在布達佩斯被絞死。